# Tablat SG
| SG ist das Kürzel für den Kanton St. Gallen in der Schweiz. Es wird verwendet, um Verwechslungen mit anderen Einträgen des Namens Tablat zu vermeiden. |

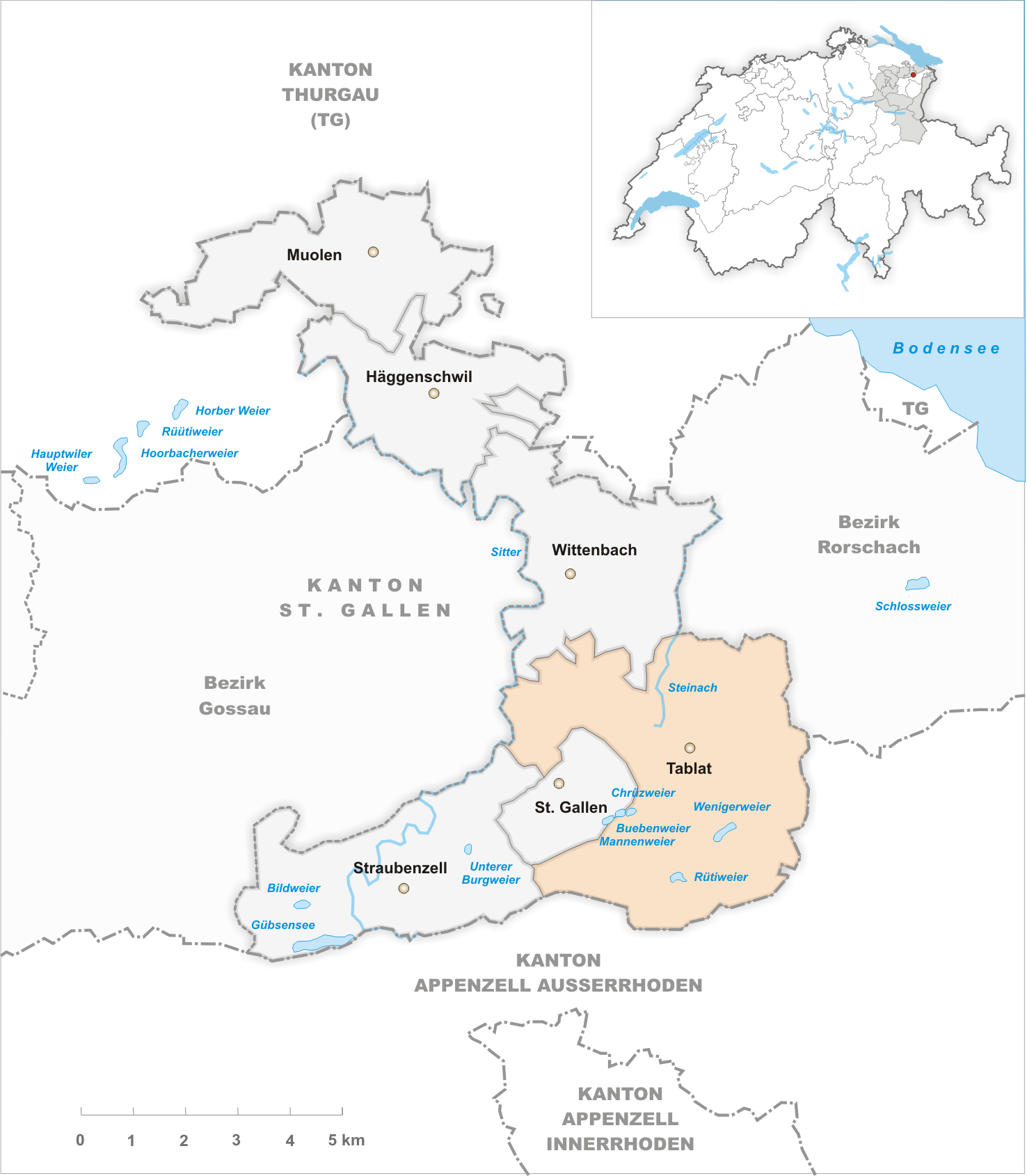
Gemeindestand vor der Fusion am 1. Januar 1918

Tablat war eine politische Gemeinde im Kanton St. Gallen. Die Gemeinde befand sich im östlichen Teil der Stadt St. Gallen und wurde 1918 zusammen mit Straubenzell im Westen eingemeindet. Geblieben ist die Ortsbürgergemeinde. Diese ist heute eine öffentlich-rechtliche Gesellschaft, hat jedoch nach wie vor das Recht, über Einbürgerungen zu befinden. Wer Bürger von St. Gallen werden will, erwirbt das Bürgerrecht von Tablat oder der Stadt St. Gallen. Ebenfalls noch immer getrennt sind die reformierten Kirchgemeinden auf dem Gebiet der Stadt. Von 1831 bis 1918 war Tablatt auch der Name eines Bezirks.

## Namen
Tablat leitet sich aus dem spätlateinischen Wort tabulatum ab, das «Vorratsspeicher» bedeutet. Der Name gehörte nie einem Ort, sondern ursprünglich einem Gutshof östlich der Stadt. Später war Tablat als Bezeichnung für das ganze Gebiet östlich der Stadt üblich.

## Umfang
Die Gemeinde Tablat umfasste vor 1798 die Gebiete östlich der Stadt St. Gallen bis zur heutigen Grenze zu Wittenbach (die bei der Wallfahrtskirche Heiligkreuz im Quartier Heiligkreuz bis weit in den städtischen Siedlungsraum hineinreicht). Die Südgrenze verlief bei St. Georgen und die Nordgrenze bestand an der heutigen Langgasse. Bis 1798 gehörte Rotmonten noch nicht dazu, es war eine eigene sogenannte Hauptmannschaft äbtischen Hofgericht direkt unterstellt. Die Ortsbürgergemeinde von Rotmonten blieb bis 2009 bestehen, als sie mit derjenigen der Stadt St. Gallen verschmolzen wurde.
Rechtlich gehörte auch der Stiftseinfang als Exklave zur Gemeinde Tablat. Die Klosterkirche diente daher bis zur Verschmelzung mit der Stadt als Versammlungsort für die Stimmbürger der Gemeinde.

## Geschichte
Hauptartikel: Geschichte der Stadt St. Gallen
Als Untertanengebiet des Abtes von St. Gallen war die Geschichte von Tablat, ursprünglich ein Teil von Wittenbach, stark vom Schicksal der Fürstabtei geprägt. Bis zu deren Auflösung 1805 war das Gebiet östlich der Stadt streng katholisch und dem Kloster zu Gehorsam verpflichtet. Nur während und nach den Appenzellerkriegen war die Herrschaft des Fürstabts erheblich in Frage gestellt, weil auch die Einwohner von Tablat dem Kloster die Steuern und Abgaben verweigerten. Durch kaiserliche Vermittlung wurde der Konflikt 1434 beigelegt. Zwei Jahrzehnte später, 1458 oder 1459, trennte der Fürstabt Wittenbach definitiv von Tablat und teilte letzterem ein eigenes Gericht zu, unter anderem, um den Einfluss der Stadt einzudämmen, die am Fürstäbtischen Hofgericht die Hälfte der Richter bestimmen durfte. Die gleichzeitig eingeführte Gemeindeordnung galt in den Grundzügen bis 1798, also bis zur Einführung der Helvetik.
Die verteilten Dorfkerne in diesem Gebiet spielten keine wesentliche Rolle im politischen und wirtschaftlichen Umfeld der Stadt, ausser dass durch die engen Grenzen, in denen sich die Stadt selbst befand, immer wieder Zwietracht entstand, besonders nach der Reformation.
Im Verlaufe des 19. Jahrhunderts, mit der Industrialisierung und der florierenden Textilindustrie, bekamen die Vororte plötzlich eine grössere Bedeutung, denn innerhalb der Stadt ging der Platz für neue Fabriken und Standorte der Textilindustrie zur Neige. So wuchs die Bevölkerung in den Vorortsgemeinden rasch an, während die Stadt keine neuen Bürger mehr aufnehmen konnte. Bei der Stadtverschmelzung 1918 (die geografisch und siedlungsraumbezogen bereits Tatsache war) machten die Vorortsgemeinden etwa die Hälfte der Bevölkerung der neuen Stadt aus. Noch heute sprechen die St. Galler davon, «in die Stadt» zu gehen, wenn sie eigentlich das alte Stadtzentrum meinen.
Ebenfalls für einen erheblichen Bevölkerungszuwachs sorgten die grossen Bauprojekte zu Beginn des 20. Jahrhunderts: Die Bodensee-Toggenburg-Bahn (BT) baute den Bruggwaldtunnel zwischen St. Fiden und Wittenbach und gemeinsam mit den SBB den Rosenbergtunnel zwischen St. Fiden und dem Bahnhof St. Gallen. Weil die einheimischen Arbeiter in der Stickerei beschäftigt waren, blieben für den Tunnelbau nur Ausländer. Im Jahr 1900 zählte man 2908 Ausländer auf 12'547 Einwohner, Tendenz steigend. Der grösste Teil der Ausländer stammte aus Italien. Weil diesen Arbeitern oft sehr schlechte Wohnungen vermietet wurden und diese auch noch hoffnungslos überfüllt waren, gründete die Stadt 1910 das Wohnungsinspektorat, um spekulative Wohnungsbauten in Zukunft zu unterbinden. Gleichzeitig wurden auch mehrere neue Schulhäuser gebaut, da die alten ob der starken Bevölkerungszunahme keinen Platz mehr boten – natürlich waren die Schulen weiterhin streng nach Konfession getrennt.

## Persönlichkeiten
- Carl Meyer (1873–1947), Jurist, Kantonsrat und Gründer und Präsident der Säntis-Schwebebahn
- Fritz Platten (1883–1942), Kommunist und Russlandschweizer
- Martin Othmar Winterhalter (1889–1961), Erfinder und Industrieller von Riri (Reissverschlussproduzent)
- Johann Linder (1896–1972), Fasnächtler und St. Galler Original
- Gaston Louis Mayer (1913–2008), Geologe, Paläontologe und Autor